# 蔡徵
蔡徵（?—?），本名览，字希祥，祖籍济阳郡考城县（今河南省兰考县），南朝陈大臣，陈后主时中书令。

## 生平
蔡徵少年聪敏，博学强记，为梁朝吏部尚书褚翔所赏识，以孝知名。梁元帝时为南徐州主簿、太学博士。
蔡徵为陈霸先所识，召为主簿，陈霸先即位为陈武帝，任命蔡徵为太学博士。官至尚书主客郎、太子中舍人，兼掌管东宫领直，封新丰侯。蔡徵历事陈武帝、陈文帝、陈废帝、陈宣帝与陈后主五朝，辅佐陈始终。蔡徵博通有口才，熟知当朝制度、宪章仪轨、户口风俗、山川土地。
陈后主至德年间官太子中庶子、中书舍人，掌管诏诰。转任左户尚书，与仆射江总同撰五礼之事。甚受后主器重。拜吏部尚书，事无大小，皆取议决。命令他每十日一往东宫，于太子前论述古今得失及当时政务。执掌诏诰，主持廷狱，俯察民情，政绩颇著。被升为中书令，有人传言蔡徵对中书令一职不满，陈后主大怒，要杀他，后来经人解劝，获免。
祯明三年（589年），隋军渡江，陈后主授蔡徵中领军，命他督众军抵抗。后主令他征募兵士，旬月之间得众愈万。陈朝灭亡，蔡徵跟随陈后主到长安。隋文帝召见他，任命他为太常丞，历任尚书户部仪曹郎、给事郎。在任上去世。

## 家庭
父亲蔡景历。

## 延伸阅读
[在维基数据编辑]
 《陳書·卷29》，出自姚思廉《陳書》